# آلبرتو مورنو
آلبرتو مورنو پرز (اسپانیایی: Alberto Moreno Pérez‎؛ زادهٔ ۵ ژوئیهٔ ۱۹۹۲) بازیکن فوتبال اهل اسپانیا است.
وی که سابقهٔ بازی کردن در باشگاه فوتبال سویا را دارد، هم‌اکنون در پست دفاع چپ یرای ویارئال در لالیگا بازی می‌کند.
وی همچنین در تیم ملی فوتبال اسپانیا بازی کرده‌است. وی برای قدردانی از باشگاه سابقش نام تیم سویا را بر روی ساق پای خود خالکوبی کرده‌است که این عمل وی حساسیت‌هایی را نزد هواداران لیورپول در بازی فینال یورو لیگ ۲۰۱۶، بین تیم‌های سویا و لیورپول، برانگیخت و پس از باخت تیم لیورپول در این بازی، عده زیادی از هواداران و شخصیت‌های نامدار باشگاه، مانند جیمی کاراگر، با ادعای کم‌کاری آلبرتو در بازی فینال، خواهان ترک باشگاه از سوی او شدند.